# Симидзу, Сатоси
Сато́си Сими́дзу (яп. 清水 聡; 13 марта 1986, Содзя) — японский боксёр легчайшей весовой категории, выступает за сборную Японии с 2007 года. Бронзовый призёр летних Олимпийских игр в Лондоне, обладатель бронзовой медали чемпионата Азии, многократный победитель национального первенства.

## Биография
Сатоси Симидзу родился 13 марта 1986 года в городе Содзя, префектура Окаяма. Активно заниматься боксом начал во время учёбы в третьем классе младшей школы, проходил подготовку в боксёрском зале соседнего города Курасики. Первого серьёзного успеха на ринге добился в 2007 году, когда в легчайшем весе выиграл взрослый чемпионат Японии — после этой победы получил путёвку на чемпионат мира в Чикаго, однако проиграл там в первом же своём матче. Благодаря череде удачных выступлений удостоился права защищать честь страны на летних Олимпийских играх 2008 года в Пекине, планировал побороться здесь за медали, но уже в стартовом поединке на турнире со счётом 9:12 уступил турку Якупу Кылычу, который в итоге выиграл бронзу.
В 2009 году Симидзу выиграл бронзовую медаль в полулёгком весе на чемпионате Азии в китайском городе Чжухай, в легчайшем весе выиграл национальное первенство и в лёгком одержал победу в состязаниях Национального спортивного фестиваля Японии — таким образом, за один год взял награды в трёх разных весовых категориях. Также в этом сезоне планировал поучаствовать в зачёте чемпионата мира в Милане, но незадолго до начала соревнований получил серьёзную травму и вынужден был отказаться от участия в турнире. После перенесённой операции на плече в 2010 году спортсмен вернулся в состав японской сборной, побывал на Азиатских играх в Гуанчжоу, сумев дойти до стадии четвертьфиналов.
На чемпионате мира 2011 года в Анкаре выступил не очень удачно, попасть в число призёров не смог, тем не менее, уверенные победы на различных международных турнирах позволили ему пройти квалификацию на Олимпийские игры 2012 года в Лондон. В втором круге олимпийских боёв разразился скандал — в третьем раунде Симидзу шесть раз отправил своего соперника в нокдаун, но судьи всё равно отдали победу азербайджанцу Магомеду Абдулхамидову. Японская делегация подала протест, настаивая, что по правилам АИБА Абдулхамидов должен был получить как минимум три предупреждения, после чего его следовало дисквалифицировать. Протест был удовлетворён, и Симидзу признали победителем в матче, тогда как судьи из Туркмении и Азербайджана были обвинены во взяточничестве и лишены лицензий. В итоге японский боксёр сумел дойти до полуфинала, где со счётом 11:20 проиграл будущему олимпийскому чемпиону Люку Кэмпбеллу из Великобритании.
Одновременно со спортивной карьерой Сатоси Симидзу служит в Силах самообороны Японии, имеет звание второго лейтенанта. На соревнованиях представляет Университет Комадзава, выпускником которого является.